# Kandelaarbrug
De Kandelaarbrug is een ophaalbrug voor voetgangers en fietsers, over de Delftse Schie, in de Nederlandse provincie Zuid-Holland. De ophaalbrug wordt hydraulisch aangedreven door een cilinder onder het brugdek. De brug heeft, aan de westzijde, de langste oprit van de hele omgeving en in deze oprit zit een 'knik'. Bij benadering maken zo'n 5000 fietsers per week gebruik van de brug en gaat deze in die tijd zo'n 120 keer open. Zijwind bij de Kandelaarbrug maakt het voor schippers lastig deze brug te passeren.
Toelaatbare scheepsafmetingen: 65 (l) x 7,50 (b) x 2,50 (d) m, met boegschroef en marifoon max lengte 70 m. De vaarweg is CEMT-klasse III. Doorvaarthoogte beweegbare deel in gesloten stand KP +4,20 m Doorvaartwijdte 10,50 m. Doorvaarthoogte vast gedeelte KP +4,10 m Doorvaartwijdte vast gedeelte 10,50 m.
De brug kan voor bediening via de marifoon worden aangeroepen via de bedieningscentrale Leidschendam op VHF-kanaal 18.
Doordat er in het voorjaar van 2020 een vrachtwagen over de brug reed is de brug een aantal maanden gesloten geweest.

## Geschiedenis
De naam is afgeleid van het ten westen van de Delftse Schie op de grens van de Noord-Kethelpolder en de Oost-Abtspolder gelegen buurtje Kandelaar en de naam van de herberg "De Candelaar", die in het begin van de 17e eeuw aan de Schie was gelegen. Ze verwijzen naar de kandelaar die hier vroeger stond ter verlichting van de schepen die in het donker afmeerden.